# Masoud Moradi
Pour les articles homonymes, voir Moradi.
Masoud Moradi ou مسعود مرادی, né le 22 août 1965 à Rudsar, est un arbitre iranien de football, international depuis 2000. Il fut récompensé du titre de meilleur arbitre asiatique de l'année 2003.

## Carrière
Il a officié dans des compétitions majeures : 
- Coupe des confédérations 2003 (1 match)
- Coupe d'Asie des nations de football 2004 (2 matchs)
- Supercoupe d'Iran de football 2005
- Coupe d'Asie des nations de football 2007 (2 matchs)
- JO 2008 (2 matchs)
- Coupe de l'AFC 2009 (finale)